# Stephen Seagrave (Erzbischof)
Stephen Seagrave (auch Segrave) († 27. Oktober 1333) war ein englischer Geistlicher. Ab 1323 war er Erzbischof von Armagh.

## Herkunft und Ausbildung
Stephen Seagrave entstammte der Familie Seagrave, einer ursprünglich aus Leicestershire stammenden englischen Adelsfamilie. Seine genaue Abstammung ist jedoch ungeklärt. Er studierte an der Universität Cambridge, wo er vor 1306 den Doktorgrad im Kanonischen Recht erlangte. Von 1303 bis 1306 diente er als Kanzler der Universität Cambridge, dabei bezeugte er am 17. Juni 1306 in Bordeaux eine Einigung der Universität in einem Streit mit dem Dominikanerorden. 

## Aufstieg als Geistlicher
Bereits im Mai 1296 war Seagrave, möglicherweise dank des Einflusses seiner Familie, Rektor von Aylestone bei Leicester geworden. 1300 wurde er dazu Rektor von Stowe in Northamptonshire, dem Sitz seines Verwandten Nicholas Seagrave, 1. Baron Seagrave. Nachdem während des Ersten Schottischen Unabhängigkeitskriegs der mit ihm verwandte John Seagrave, 2. Baron Seagrave Statthalter des englischen Königs in Schottland wurde, erhielt Seagrave auch Pfründen in Schottland. Im August 1307 wurde er Dekan von Glasgow und 1309 Kanoniker in Dunkeld. Angesichts des fortwährenden schottischen Widerstands gegen die englische Besatzung hatte Seagrave aus diesen Pfründen jedoch kaum Einkünfte. Bischof Robert Wishart von Glasgow war einer der Führer des schottischen Widerstands. Deshalb forderte König Eduard II. am 10. Januar 1309 Papst Clemens V. auf, Wishart abzusetzen und stattdessen Seagrave zum Bischof von Glasgow zu ernennen. Der Papst kam dieser Aufforderung nicht nach, doch am 27. Dezember 1309 erlaubte er Seagrave, entgegen dem kanonischen Recht zwei weitere Pfründen anzunehmen, da seine schottischen Pfründen aufgrund des erfolgreichen schottischen Widerstands quasi wertlos seien. Aufgrund fehlender Einkünfte musste sich Seagrave 1310 und 1311 bei Londoner Kaufleuten mindestens £ 140 leihen. Am 29. Januar 1315 wurde er schließlich Archidiakon von Essex und vor 1319 wurde er Kanoniker an der Londoner St Paul’s Cathedral, wofür er sein Amt als Archidiakon sowie als Rektor von Stowe niederlegte. Allerdings geriet er mit Bischof Robert Baldock von London in einen Streit über die Einkünfte des Gutes von Drayton. Vor April 1318 war er dazu Kanoniker an der Kathedrale von Lincoln und vor dem 5. Dezember 1320 Dekan des Kathedralkapitels von Lichfield geworden.

## Erzbischof von Armagh
Am 16. März 1323 ernannte Papst Johannes XXII. Seagrave zum Erzbischof von Armagh. Das irische Erzbistum war nach der Suspendierung seines Vorgängers Roland Jorz, der zudem vor Ort nicht tätig gewesen war, vakant gewesen. Am 31. Juli 1323 erhielt Seagrave die Temporalien. In England kamen Gerüchte auf, dass Seagrave ebenfalls nur die Einkünfte aus der Diözese beziehen wollte, ohne sein Amt vor Ort auszuüben. Schließlich wurde Seagrave aber in Avignon von Regnaud de la Porte, dem Kardinalbischof von Ostia zum Bischof geweiht. Am 28. April 1324 forderte ihn der Papst auf, Avignon zu verlassen und die Leitung seiner Diözese zu übernehmen. Am 25. Juni 1325 berichtete Seagrave dem Papst aus Armagh, dass er zusammen mit seinen Suffraganbischöfen die päpstliche Verurteilung des bereits exkommunizierten römisch-deutschen Königs Ludwig der Bayer sowohl in englischer wie auch in irischer Sprache verkündet hatte. Ansonsten war er in Irland offenbar nur wenig tätig. Im Juli 1328 reiste Seagrave  wieder zur Kurie nach Avignon, wo ihm der Papst am 15. Oktober 1330 erlaubte, trotz Nichtausübung seines Amtes in Irland aus seinen Benefizien jährliche Einkünfte von £ 100 zu beziehen. Seagrave starb schließlich in England.